# 18794 Кіанафранк
18794 Кіанафранк (18794 Kianafrank) — астероїд головного поясу, відкритий 10 травня 1999 року.
Тіссеранів параметр щодо Юпітера — 3,534.